# أنا جين دو (فلم)
أنا جين دو هو فيلم وثائقي يؤرخ المعركة القانونية التي تخوضها العديد من الأمهات الأمريكيات نيابة عن بناتهن في المدرسة الإعدادية اللائي تم الاتجار بهن لممارسة الجنس التجاري على Backpage.com. الفيلم من رواية جيسيكا شاستين وإخراج المخرجة ماري مازيو وإنتاج ماتسيو وأليك سوكولو. ذهب خمسون بالمائة من أرباح الفيلم إلى المنظمات غير الربحية التي تخدم الأطفال المتضررين من الاتجار بالبشر .

## إطلاق الفيلم
افتتح الفيلم في 10 فبراير 2017 في مسارح مختارة في مدينة نيويورك ولوس أنجلوس وواشنطن العاصمة وسياتل وبوسطن وفيلادلفيا . الفيلم متاح على قرص دي في دي ، عن طريق التنزيل الرقمي، واعتبارًا من 26 مايو 2017، على نتفليكس .